# Malapalud
Malapalud (toponimo francese) è una frazione di 92 abitanti del comune svizzero di Assens, nel Canton Vaud (distretto del Gros-de-Vaud).

## Storia

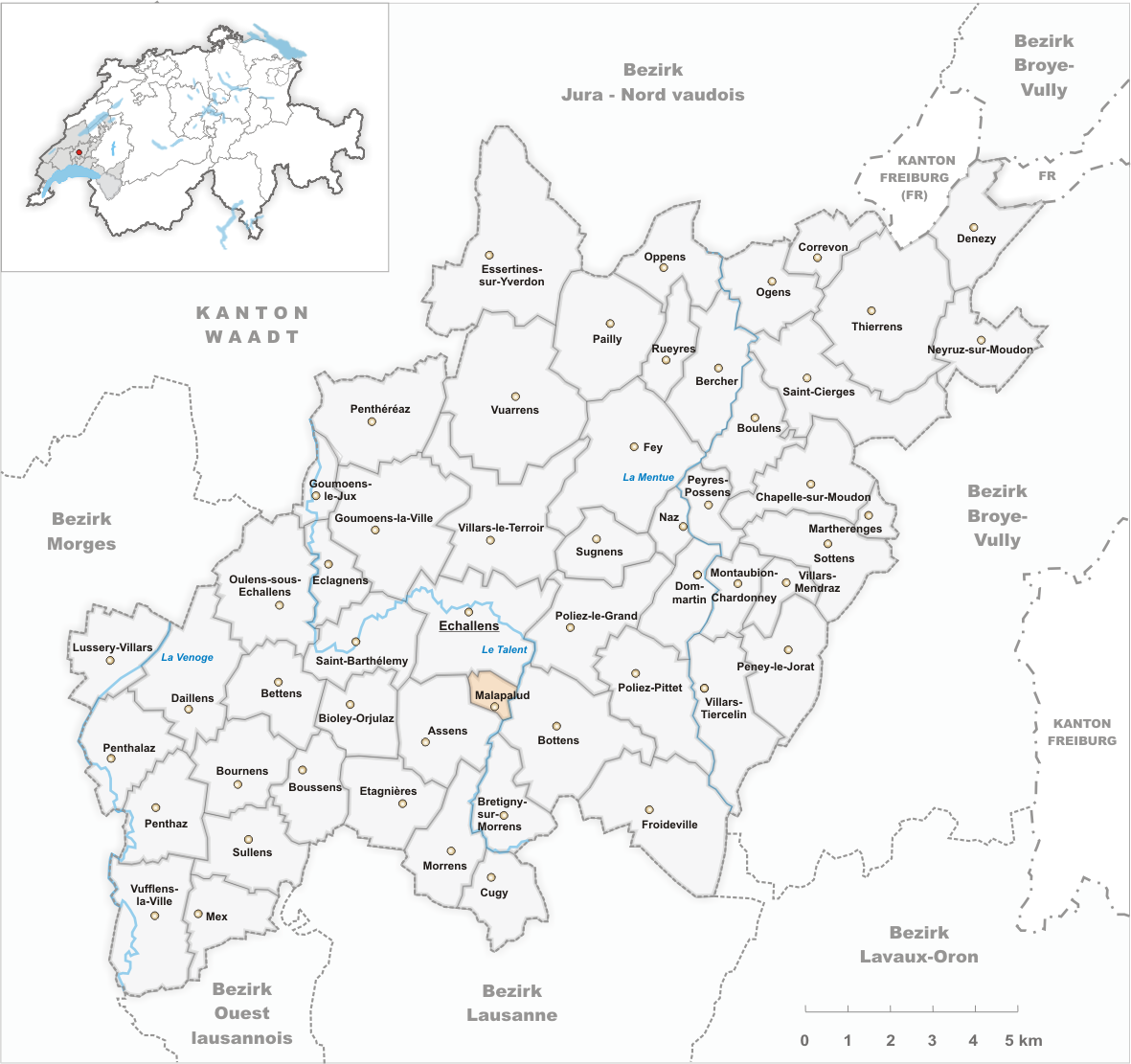
Il territorio del comune di Malapalud prima degli accorpamenti comunali del 2009

Già comune autonomo che si estendeva per 0,83 km², nel 2009 è stato accorpato al comune di Assens.

### Simboli
Lo stemma comunale era di azzurro, a tre fasce ondate di argento.

## Società

### Evoluzione demografica
L'evoluzione demografica è riportata nella seguente tabella:
Abitanti censiti

## Amministrazione
Ogni famiglia originaria del luogo fa parte del cosiddetto comune patriziale e ha la responsabilità della manutenzione di ogni bene ricadente all'interno dei confini della frazione.